# Velpe
De Velpe of Velp is een zijrivier van de Demer, in België.

## De loop van de Velpe
De Velpe ontstaat in het broek van Opvelp en mondt in Zelk in de Demer uit. Op veel didactische wandkaarten wordt de uitmonding van de Velp verkeerd aangegeven. Net voor de monding van de Gete in Halen is er wel een verbinding tussen de Velpe en de Gete, de zogenaamde Arm. Maar de Velpe maakt hier een grote bocht en loost haar water in de Demer, ten noorden van de Zelker molen.

## De etymologie van Velp en Velpen
Oude vormen van Velpe: 741 felepa, dit is Velpen bij Halen, en verder 746 Felepa, 920 ad ripam Velpe, 1145 apud fleppiam, dit is Opvelp en Neervelp, 1284 Velpa, enz. Meestal wordt aangenomen dat Velp, met de afgeleide nederzettingsnaam Velpen, komt van het Germaans falwa "vaal" + het watersuffix apa "water". Velp betekent dus: het vale, grijsgele water. Apa-namen waren vooral productief bij de Franken.

## Galerij

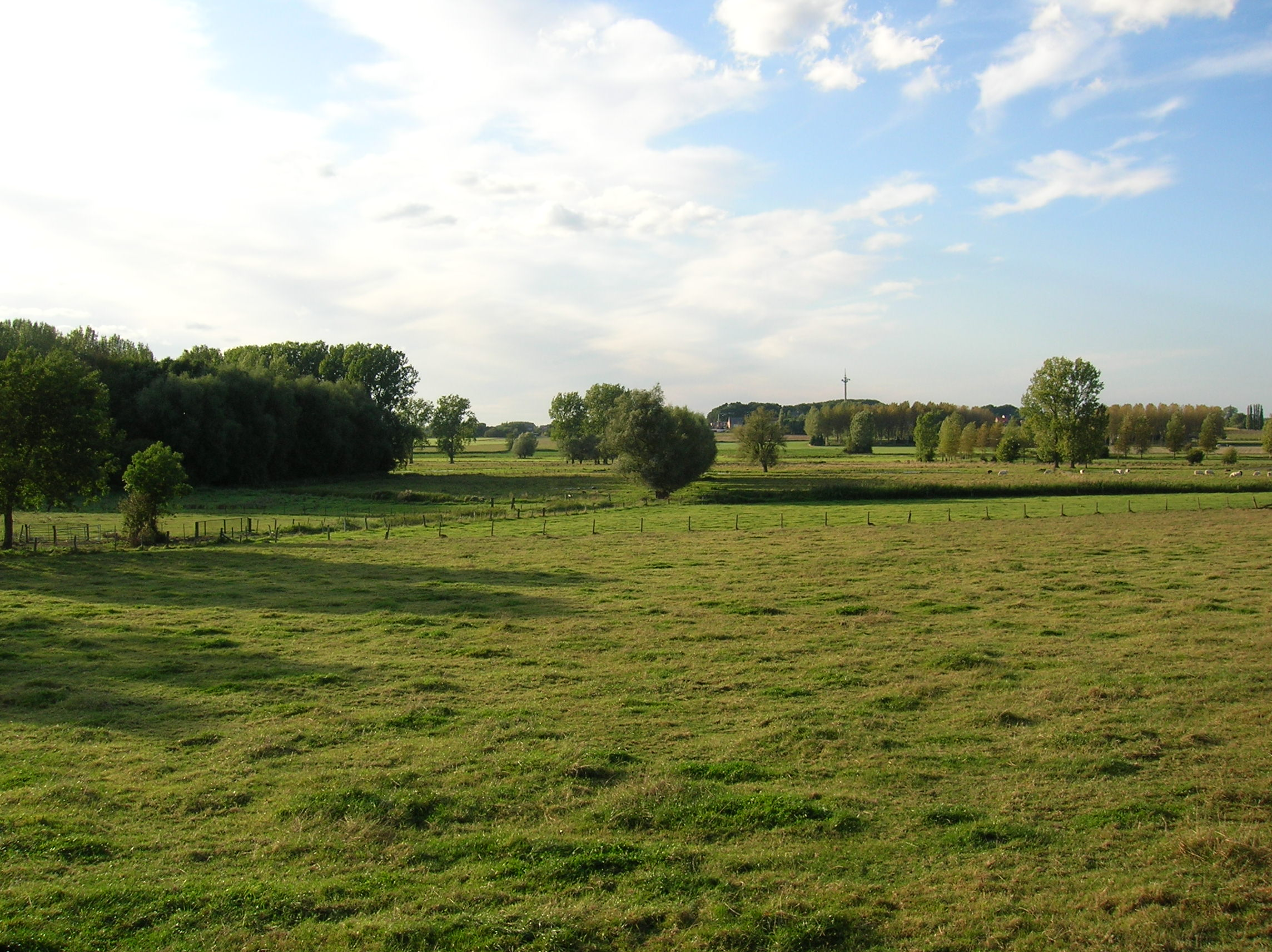
Velpedal bij Bunsbeek
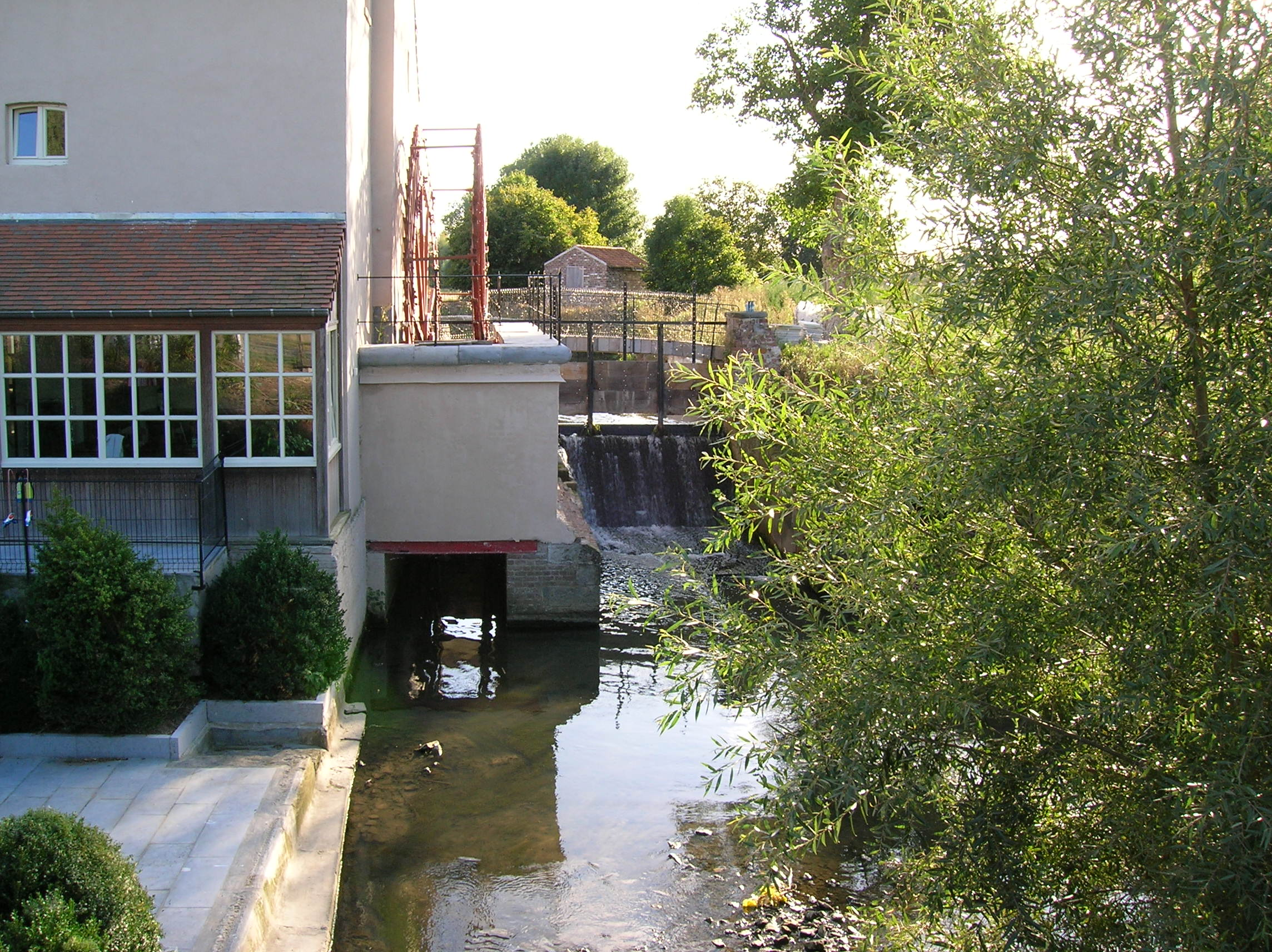
De Molen van Pamelen of Rotelmolen
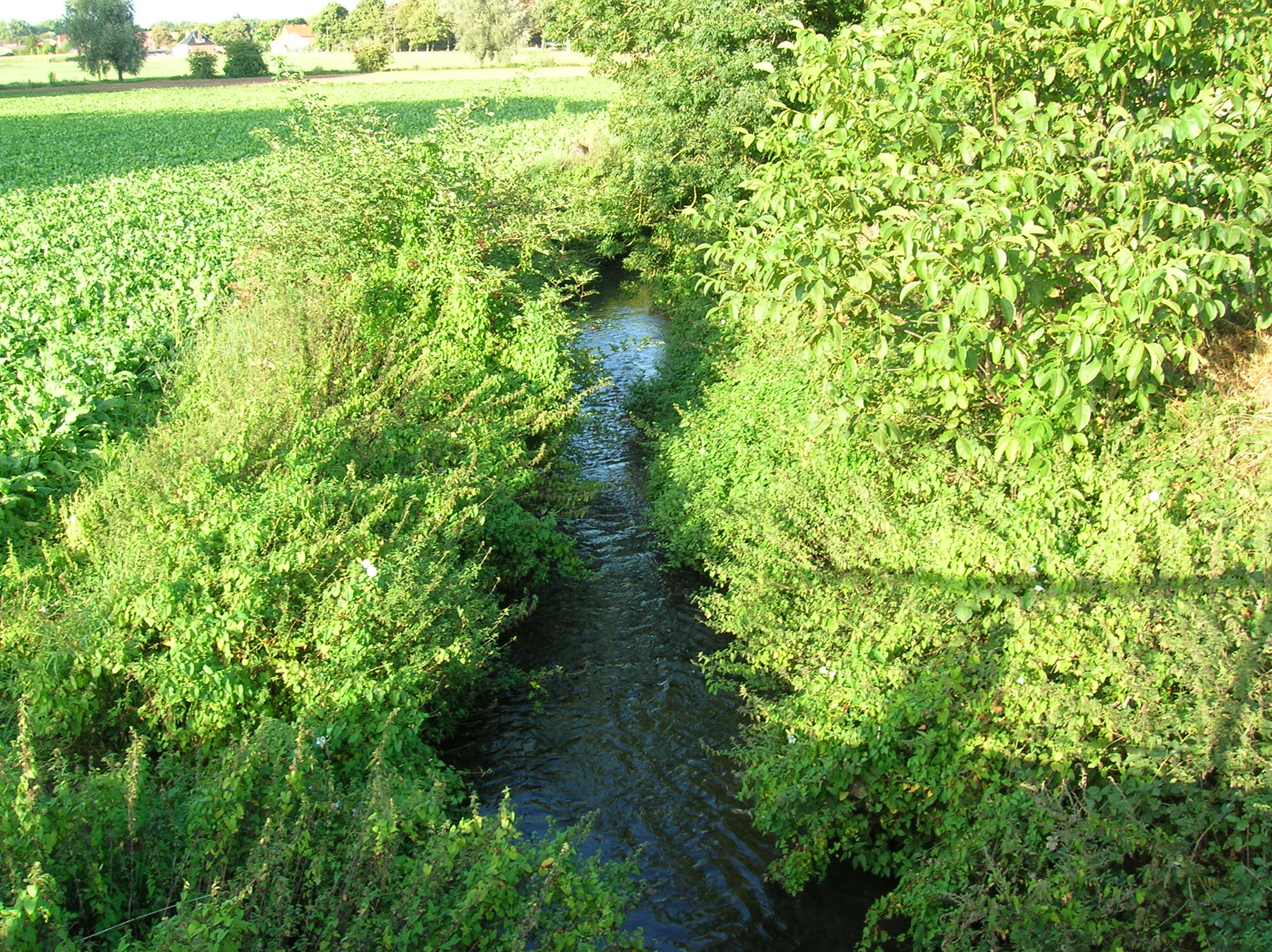
Velpe direct na Molen van Pamelen

- Virtual International Authority File: 509145424643586830864

1. ↑  GPS-Track van de Velp voor meting van de lengte